# Рыжебрюхий очковый сорокопут
Рыжебрюхий очковый сорокопут (лат. Prionops caniceps) — вид воробьиных птиц из семейства ванговых (Vangidae). Выделяют два подвида. Распространены в Африке.

## Описание
Рыжебрюхий очковый сорокопут достигает длины 20—22 см и массы от 42 до 62 г. Половой диморфизм не выражен. У взрослых особей номинативного подвида макушка до уровня глаз и уздечкек серо-голубая, остальная часть головы и шеи, включая подбородок и горло, чёрные. Верхняя часть тела чёрного цвета с зеленоватым блеском. Маховые перья чёрные, первостепенные маховые с широкой белой центральной полосой (заметной в полёте), верхние кроющие перья хвоста чёрные и блестящие. Грудь и верхняя часть брюха белого цвета, хорошо отграничены от бурой нижней части тела; нижние кроющие перья хвоста тёмно-серые. Радужная оболочка жёлтая, узкое окологлазное кольцо оранжево-красное; клюв красный; ноги оранжево-красные. 
Молодые особи более коричневые, чем взрослые, и с большим количеством прожилок. У них отсутствует серо-голубая окраска макушки, через лоб проходит тёмная линия, окологлазное кольцо незаметное, глаза карие, клюв черноватый (позже жёлтый), ноги более тусклые. У подвида P. c. harterti сине-серая макушка, окраска простирается ниже глаз на щеки и верхние кроющие перья ушей; брюхо более бледное с охристым оттенком, что приводит к менее четкого отделения от белой груди.
Вокализация очень громкая. Самый распространенный крик у номинативного подвида (вероятно, контактный), описывается как довольно мягкий и сухой «wrrraak»; другие контактные крики более пронзительные, резкие и скрипучие, скорее похожие на крики врановых. Песня представляет собой громкий свист, либо повышающийся по высоте в середине песни, либо понижающийся по высоте в целом. Наиболее характерный крик подвида P. c. harterti на Камерунском нагорье «kui-kui, kui-kui», похожий на крик P. rufiventris. Агрессивный стрекочущий крик слышен в присутствии обезьян и сопровождается щелканьем клювом. 

## Подвиды
Выделяют два подвида:
- Prionops caniceps caniceps (Bonaparte, 1850) – от Гвинеи и Мали до Того
- Prionops caniceps harterti (Neumann, 1908) – от Бенина до Камеруна

## Места обитания
Типичными местами обитания рыжебрюхого очкового сорокопута являются низменные субтропические и тропические первичные леса и галерейные леса, а также зрелые вторичные леса, густая прибрежная растительность, лесные опушки, вырубки, сельскохозяйственные угодья и старые кофейные плантации. Встречается от уровня моря до высоты 1450 метров над уровнем моря.

## Биология
Рыжебрюхий очковый сорокопут питается насекомыми, в состав рациона входят жуки (Coleoptera), гусеницы, певчие цикады (Cicadidae), прямокрылые (Orthoptera), настоящие богомолы (Mantidae) и привиденьевые (Phasmatodea), а также пауки (Araneae), фрукты и семена. В Кот-д'Ивуаре рацион на 50% состоит из взрослых особей членистоногих, на 20% из личинок и на 30% из плодов. Охотится в основном в среднем ярусе леса, на высоте 10—20 м от земли, реже в кронах деревьев. Ловит большую часть добычи в полете на манер мухоловковых (Muscicapidae); также собирает насекомых с листьев и веток, но избегает более толстых стволов. Встречается группами обычно по 4—8 особей (зарегистрировано до 20 особей); члены группы остаются на расстоянии 1—4,5 м друг от друга во время поиска пищи. Присоединяется к смешанным группам кормящихся птиц, особенно вне сезона размножения, но держится в хвосте группы. В состав групп входят, например, длиннохохлый очковый сорокопут (P. plumatus), личинкоедовые (Campephagidae), дронго (Dicrurus) и ткачи малимбусы (Malimbus).
Биология размножения практически не исследована. Откладка яиц, по–видимому, происходит в основном в декабре—феврале, также в июле; сообщается о двух выводках за сезон. Описано всего два гнезда: одно гнездо представляло собой компактную серовато-зелёную чашечку, которая казалась слишком маленькой для насиживающей птицы, и было расположено на высоте 15 м от земли в развилке ветка во вторичном лесу; другое гнездо располагалось на высоте 40 м от земли на дереве рода Sarcoglottis. Возможно, имеет место гнездовой паразитизм со стороны толстоклювой кукушки (Pachycoccyx audeberti).